# Smiholmen
Smiholmen est une île norvégienne du comté de Vestland appartenant administrativement à Fedje.

## Description
Rocheuse et couverte d'arbres, à fleur d'eau, elle s'étend sur environ 195 m de longueur pour une largeur approximative de 88 m. Elle compte une dizaine d'habitations. 